# Mindanao-Kleinflughund

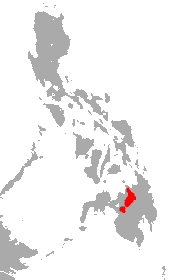
Verbreitungsgebiet des Mindanao-Kleinflughund.

Der Mindanao-Kleinflughund (Alionycteris paucidentata) ist eine Art in der Gattungsgruppe der Kurznasenflughunde und der einzige Vertreter der Gattung Alionycteris.

## Merkmale
Erwachsene Exemplare sind 66 bis 72 mm lang und 14 bis 18 g schwer, wobei ein Schwanz fehlt. Die Länge der Unterarme beträgt 44 bis 50 mm, die Hinterfüße sind etwa 12 mm lang und die Ohren erreichen eine Länge von 13 bis 15 mm. Obwohl die Art zu den Kurznasenflughunde zählt, sind die rohrförmigen Nasenöffnungen recht lang. Der Mindanao-Kleinflughund hat eine fast haarlose Schnauze mit schwarzer Haut. Andere Bereiche des Kopfes und die Oberseite sind mit schwarzem Fell bedeckt. Auf dem Rücken ist das Fell wollig, wobei eingestreute Deckhaare glatt sind. Das dichte Fell der Unterseite hat eine graue Farbe. Beim Mindanao-Kleinflughund ist keine Schwanzflughaut und kein Fersensporn (Calcar) vorhanden. Er hat lange Daumen, eine Kralle am zweiten Finger sowie schwarze Flügel.
Im Oberkiefer sind pro Seite ein Schneidezahn, ein Eckzahn, drei Prämolaren und ein molarer Zahn vorhanden. Im Unterkiefer kommt zusätzlich ein zweiter Molar pro Seite vor. Die Art hat einen diploiden Chromosomensatz mit 36 Chromosomen (2n=36).

## Verbreitung
Das Verbreitungsgebiet liegt im Norden der philippinischen Insel Mindanao im Umfeld der Vulkane Kitanglad und Kalatungan. Es wird eine weitere Population am Vulkan Ragang vermutet. Dieser Flughund bewohnt Regionen, die auf 1500 bis 2250 Meter Höhe liegen. Er hält sich in ursprünglichen und neu entstandenen feuchten Bergwäldern auf. Laut Schätzungen ist dieses Gebiet maximal 5000 km² groß.

## Lebensweise
Als Nahrung dienen fast ausschließlich Früchte. Vermutlich erfolgt die Geburt der Nachkommen einmal jährlich und etwa gleichzeitig. Trächtige Weibchen konnten im April und Mai dokumentiert werden. Der Mindanao-Kleinflughund teilt sein Revier mit dem Fischer-Kleinflughund (Haplonycteris fischeri).

## Gefährdung
Die Wälder, in denen dieser Flughund lebt, sind schwer zugänglich, womit keine Rodungen erwartet werden. Da der Mindanao-Kleinflughund recht häufig angetroffen wird, wird er von der IUCN als „nicht gefährdet“ (least concern) gelistet.